# Michel Moortgat
Michel Moortgat (Ukkel, 5 mei 1967) is een Belgisch ondernemer.

## Levensloop
Na zijn studies - licentiaat in de handelswetenschappen in Brussel en studies aan de Vlerick School voor Management - ging hij aan de slag binnen het familiebedrijf Brouwerij Duvel Moortgat, in het Antwerpse Breendonk. De brouwerij werd in 1871 opgericht door zijn overgrootvader Jan Leonardus Moortgat.
In 1992 werd hij bestuurder en in 1998 CEO van de brouwerij, waarvan Duvel het bekendste merk is. Het bedrijf ging in 1999 naar de beurs. In maart 2013 verliet Duvel Moortgat de beurs. In de recente periode kende de onderneming een voortdurende omzetstijging en nam het Brouwerij De Koninck, Brouwerij van Achouffe, Brewery Ommegang en Brouwerij Liefmans over. Samen met zijn broers Bernard en Philippe controleert hij 86% van de brouwerij.
Sinds 2018 is Moortgat bestuurder van koekjesproducent Lotus Bakeries.
Hij is ook voorzitter van het Erfgoedfonds van de Koning Boudewijnstichting en een gedreven verzamelaar van hedendaagse beeldende kunst.

## Erkenning
In januari 2011 werd Moortgat door lezers en jury van het tijdschrift Trends verkozen tot Manager van het Jaar 2010.
In 2024 werd hij opgenomen in de Galerij der Prominenten van Voka Antwerpen-Waasland.